# Aguaxima

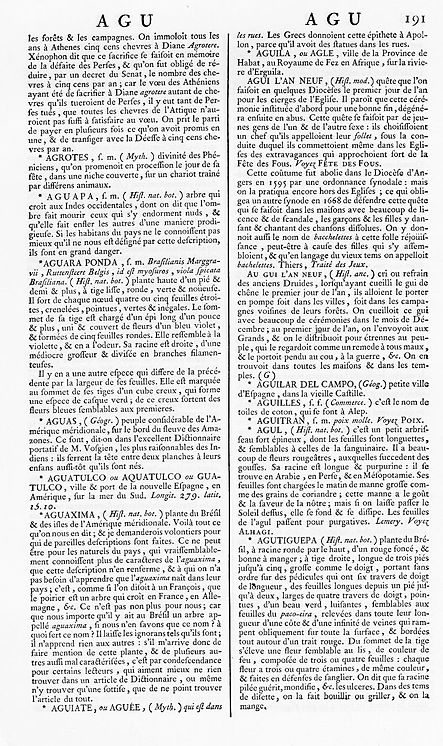
Die Seite der Encyclopédie mit dem Artikel Aguaxima

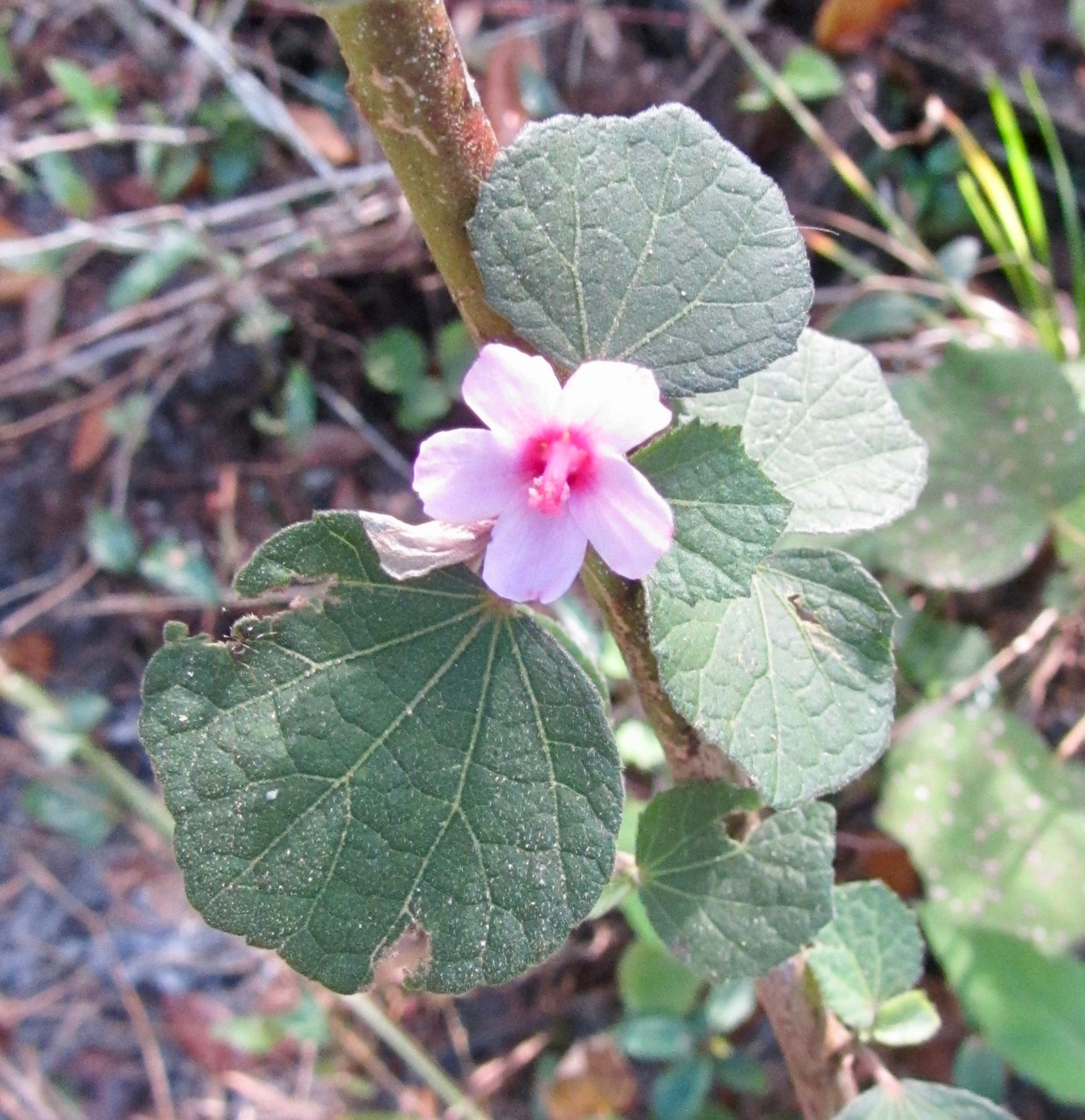
Die Kongojute (Urena lobata), in Brasilien auch aguaxima genannt.

Aguaxima ist ein Eintrag von Denis Diderot in seiner Encyclopédie. Der Artikel über die Pflanze, die auch Kongojute genannt wird, erschien 1751 im ersten Band der Encyclopédie auf Seite 191.

## Bedeutung
Berühmt wurde dieser Abschnitt über eine südamerikanische Pflanze, weil Diderot darin nach der Kurzdefinition „Die Aguaxima ist eine Pflanze Brasiliens und der Inseln des südlichen Amerikas“ die Nutzlosigkeit der vielen kurzen Einträge seines eigenen enzyklopädischen Projekts reflektiert: Wer die Aguaxima nicht kenne, für den sei die nahezu inhaltsleere Beschreibung sinnlos; wem aber die Pflanze aufgrund seiner Herkunft bekannt sei, der brauche auch den Eintrag nicht. Allein aus „Gefälligkeit für bestimmte Leser“, denen eine schlechte Beschreibung lieber ist als gar kein Lemma, nahm Diderot derartige Artikel in seinem Lexikon auf.

## Gegenstand
Aguaxima (bzw. guaxima) ist eine in Brasilien gebrauchte portugiesischsprachige Bezeichnung für die Kongojute (Urena lobata), eine weltweit in den Tropen verbreitete Pflanze aus der Familie der Malvengewächse (Malvaceae), die weithin als Unkraut gilt, aber auch zur Bastfaserngewinnung angebaut wird. Auch die zur selben Familie gehörende Buschmalve Malvastrum coromandelianum wird in Brasilien als (a)guaxima bezeichnet. Das Wort stammt aus der Tupi-Sprache.

## Wortlaut
« AGUAXIMA, (Hist. nat. bot.) plante du Brésil & des isles de l'Amérique méridionale. Voilà tout ce qu'on nous en dit; & je demanderois volontiers pour qui de pareilles descriptions sont faites. Ce ne peut être pour les naturels du pays, qui vraissemblablement connoissent plus de caracteres de l'aguaxima, que cette description n'en renferme, & à qui on n'a pas besoin d'apprendre que l'aguaxima naît dans leur pays; c'est, comme si l'on disoit à un François, que le poirier est un arbre qui croît en France, en Allemagne, &c. Ce n'est pas non plus pour nous; car que nous importe qu'il y ait au Brésil un arbre appellé aguaxima, si nous n'en savons que ce nom? à quoi sert ce nom? Il laisse les ignorans tels qu'ils sont; il n'apprend rien aux autres: s'il m'arrive donc de faire mention de cette plante, & de plusieurs autres aussi mal caractérisées, c'est par condescendance pour certains lecteurs, qui aiment mieux ne rien trouver dans un article de Dictionnaire, ou même n'y trouver qu'une sottise, que de ne point trouver l'article du tout. »

„AGUAXIMA (Naturgeschichte. Botanik) Pflanze Brasiliens und der Inseln des südlichen Amerikas. Das ist alles, was man uns von ihr sagt, und ich möchte gerne fragen, für wen solche Beschreibungen gemacht werden. Es kann nicht für die Eingeborenen des Landes sein, die wahrscheinlich mehr von den Eigenschaften der Aguaxima wissen, als diese Beschreibung enthält, und die man nicht lehren muss, dass die Aguaxima in ihrem Land wächst; das ist, als ob man einem Franzosen sagte, dass der Birnbaum ein Baum ist, der in Frankreich, Deutschland etc. wächst. Es kann genauso wenig für uns gedacht sein; denn was geht es uns an, dass es einen Baum in Brasilien namens Aguaxima gibt, wenn wir von ihm nicht mehr als den Namen wissen? Wem bringt dieser Name etwas? Er lässt die Unwissenden in ihrer Unwissenheit, und er lehrt die anderen nichts: Wenn diese Pflanze also hier erwähnt wird, und viele andere genauso schlecht beschriebene, ist das eine Gefälligkeit für bestimmte Leser, die lieber gar nichts oder nur eine Dummheit in einem Lexikonartikel finden als gar keinen Artikel.“